# Sylvia cantillans

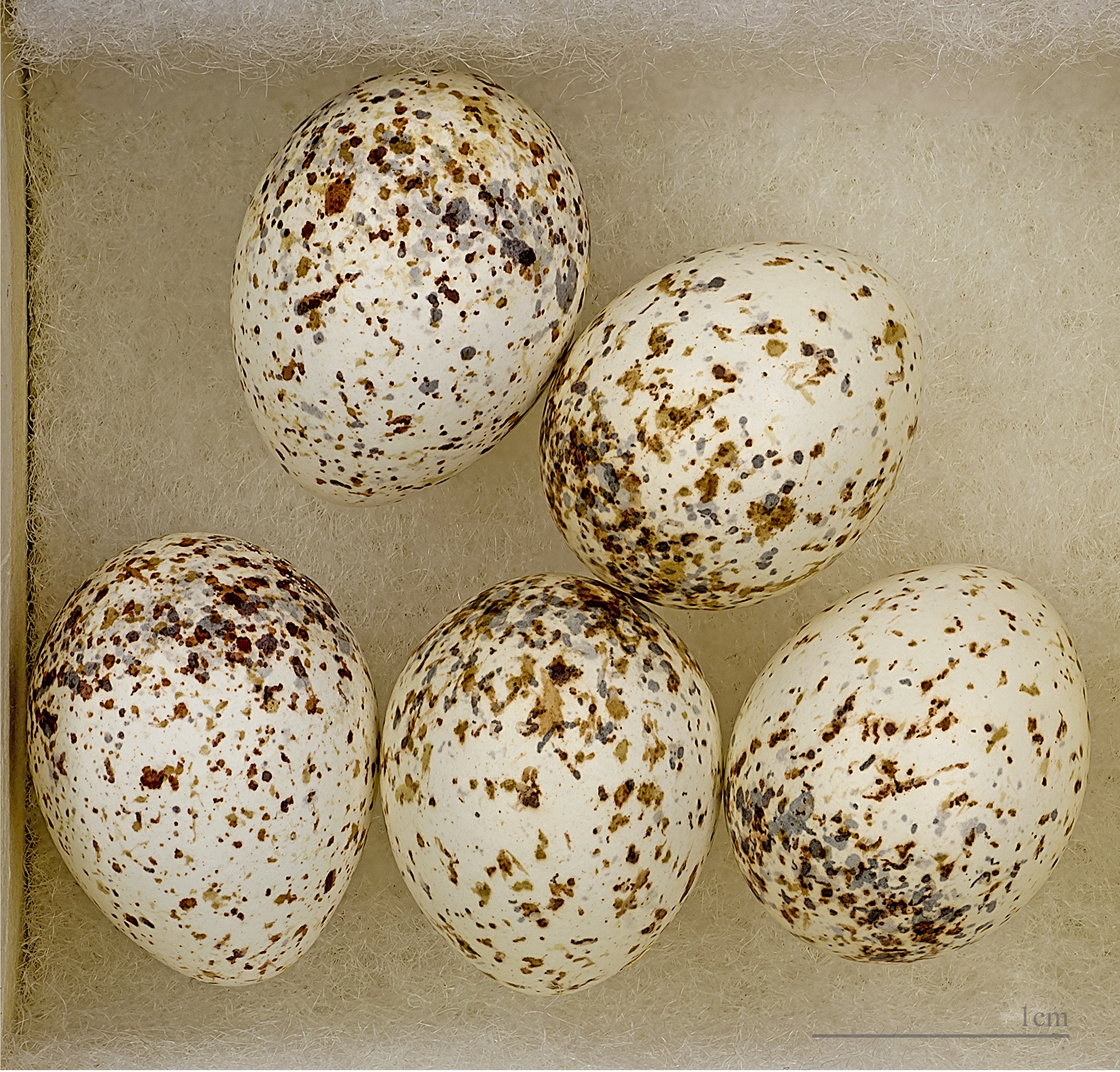
Sylvia cantillans

La sterpazzolina (Sylvia cantillans, Pallas 1764) è un uccello insettivoro appartenente alla famiglia dei Sylviidae.

## Sistematica
La Sterpazzolina ha 4 sottospecie
- Sylvia cantillans cantillans
- Sylvia cantillans inornata
- Sylvia cantillans moltonii
- Sylvia cantillans albistriata

## Distribuzione e habitat
La Sterpazzolina vive in Europa dell'ovest, ed Africa,  in Italia nidifica al di sotto della Pianura Padana, in habitat di media montagna formati da brughiere, e spazi aperti con cespugli, ma anche nelle vicinanze di ambienti antropizzati.

## Biologia
Nidifica in primavera inoltrata.